# فيليبوس الأول المقدوني

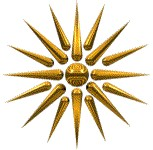
Ilios Verginas1

فيليبوس الأول المقدوني (باليونانية القديمة:Φίλιππος Α' ὁ Μακεδών) كان الملك السادس لمملكة مقدونيا القديمة خلف والده الملك أرغايوس الأول المقدوني على عرش مقدونيا وهو من السلالة الأرغية حكم من العام 640 قبل الميلاد إلى 602 قبل الميلاد خلفه في الملك ابنه أيروبوس الأول المقدوني.